# Trust (2010)
Trust är en amerikansk dramafilm från 2010 i regi av David Schwimmer.

## Handling
Will (Clive Owen) och Lynn Cameron (Catherine Keener) har alltid känt sig säkra i sitt hem. När deras 14-åriga dotter Annie träffar en ny vän på internet, den "16-åriga" Charlie, tänker inte Will och Lynn något speciellt. Men när Annie och Charlie bestämmer sig för att träffas, kommer de kommande 24 timmarna att förändra hela familjen. Charlie är egentligen en 35-årig seriepedofil och när våldtäkten på Annie uppdagas blir Will besatt av att hitta den som förgrep sig på henne. Samtidigt lämnas Lynn ensam att försöka hålla ihop familjen.

## Rollista
| Clive Owen         | – Will Cameron                      |
| Catherine Keener   | – Lynn Cameron                      |
| Liana Liberato     | – Annie Cameron                     |
| Viola Davis        | – Gail Friedman                     |
| Jason Clarke       | – Doug Tate, en FBI-agent           |
| Chris Henry Coffey | – Charlie/Graham Weston             |
| Noah Emmerich      | – Al Hart, Wills chef               |
| Spencer Curnutt    | – Peter, Annies storebror           |
| Aislinn Debutch    | – Katie Cameron, Annies lillasyster |
| Zoe Levin          | – Brittany, Annies bästa vän        |